# Тврини
Тврини (груз. თვრინი) — село в Грузии, на территории Зестафонского муниципалитета края (мхаре) Имеретия.

## География
Село находится в западной части Грузии, к югу от реки Квирила, на расстоянии приблизительно 2 километров (по прямой) к юго-юго-востоку от города Зестафони, административного центра муниципалитета. Абсолютная высота — 287 метров над уровнем моря.

## Население
По результатам официальной переписи населения 2014 года, в Тврини проживало 589 человек (301 мужчина и 288 женщин). В национальной структуре населения грузины составляли 100 %.
| Год  | Население, человек |
| ---- | ------------------ |
| 2002 | 874                |
| 2014 | ↘ 589              |